# Uberabatytan
Uberabatytan (Uberabatitan) – rodzaj późnokredowego zauropoda z grupy tytanozaurów występującego na terenie dzisiejszej Brazylii. Jego nazwa, oznaczająca „tytan z Uberaba”, pochodzi od miejsca znalezienia holotypu. Gatunek typowy rodzaju, Uberabatitan riberoi, został opisany w 2008 roku przez Salgado i Carvalho w oparciu o skamieniałości pochodzące z datowanych na mastrycht (70,6–65,5 mln lat) osadów formacji Marília: kości szyi, miednicy i kończyn oraz kręgi grzbietowe i ogonowe. Uberabatytan jest najmłodszym znanym tytanozaurem odnalezionym w skałach grupy Bauru – inne, takie jak baurutytan i trygonozaur, pochodzą ze starszych osadów. Jak wszystkie zauropody, Uberabatitan był poruszającym się czworonożnie roślinożercą.